# Atasta
Atasta es una localidad del estado mexicano de Campeche. Es parte del municipio de Carmen.
La localidad tiene el título de Junta Municipal la cual abarca las localidades de: Atasta, San Antonio Cárdenas, Nuevo Progreso, Colonia Emiliano Zapata, Nuevo Campechito, Puerto Rico, La Antorcha y Ribera San Francisco.

## Demografía
| Gráfica de evolución demográfica |
|                                  |

| Censo | Población |
| ----- | --------- |
| 1900  | 130       |
| 1910  | 225       |
| 1921  | 427       |
| 1930  | 483       |
| 1940  | 524       |
| 1950  | 859       |
| 1960  | 1 005     |
| 1970  | 992       |
| 1980  | 1 187     |
| 1990  | 1 337     |
| 2000  | 2 104     |
| 2010  | 2 535     |
| 2020  | 2 712     |